# قائمة الهجمات الصاروخية الفلسطينية على إسرائيل 2020
هذه قائمة بالهجمات الصاروخية الفلسطينية على إسرائيل في عام 2020. انطلقت جميع الهجمات من قطاع غزة، ما لم يذكر خلاف ذلك.

## يناير
في 15 يناير، تم إطلاق أربعة صواريخ باتجاه إسرائيل. اعترضت القبة الحديدية صاروخين وسقط اثنان في الحقول. واستهدفت الضربات الجوية الإسرائيلية مواقع لحماس.

## فبراير
بعد الهجمات الصاروخية وقذائف الهاون شبه اليومية على مدى أسبوعين، وكذلك إطلاق عشرات البالونات المفخخة، هدد السياسيون الإسرائيليون برد عسكري قاس إذا استمرت الهجمات. في 5 فبراير، خفض الجيش منطقة الصيد المسموح بها في غزة إلى 10 أميال بحرية وألغى حوالي 500 تصريح سفر.
في 16 فبراير، أُطلق صاروخان على الأقل على جنوب إسرائيل، وسقطت على حقول مفتوحة ولم تتسبب في وقوع إصابات. ورداً على ذلك، استهدفت غارات جوية إسرائيلية في قطاع غزة منشآت تابعة لحركة حماس.
في 23 فبراير، ردا على مقتل محمد النعيم وما تلاه من تشويه لجثته على يد جرافة للجيش الإسرائيلي، أطلقت حركة الجهاد الإسلامي الفلسطينية أكثر من 21 صاروخا من غزة، منها 13 صاروخا اعترضها نظام دفاع القبة الحديدية. وردت إسرائيل بضربات جوية على مواقع للجهاد الإسلامي في غزة. كما أغلقت إسرائيل منطقة الصيد في قطاع غزة. وفقًا لصحيفة جيروزاليم بوست، فقد تم إطلاق ما يقرب من 100 صاروخ في الفترة من 23 فبراير حتى 11 مساءً في 24 فبراير. رداً على ذلك، هاجمت إسرائيل أهدافاً للجهاد الإسلامي في فلسطين قرب دمشق في سوريا، مما أسفر عن مقتل زياد أحمد منصور (23 عاماً) وسالم أحمد سالم (24 عاماً) من سرايا القدس، وكذلك في غزة. في 26 فبراير، أعيد فتح معبري بيت حانون وكرم أبو سالم، وأعيد فتح منطقة الصيد.

## مايو
في 5 مايو، أُطلق صاروخ واحد من غزة على بلدات إسرائيلية بالقرب من الحدود لأول مرة منذ أكثر من 40 يومًا.

## يونيو
في 15 يونيو، أُطلق صاروخ واحد على جنوب إسرائيل، وسقط على أرض خالية، ولم يتسبب في وقوع إصابات أو أضرار.
في 26 يونيو، تم إطلاق صاروخين من غزة لم يتسببا في وقوع إصابات أو أضرار.

## يوليو
في 5 يوليو، سقط صاروخان على أرض مفتوحة في جنوب إسرائيل، ولم يبلغ عن وقوع إصابات أو أضرار. تم اعتراض صاورخ ثالث من قبل الدفاع الجوي الإسرائيلي.

## أغسطس
في 2 أغسطس، اعترضت القبة الحديدية صاروخا أُطلق من غزة.
في 16 أغسطس، اعترضت بطاريات الدفاع الجوي صاروخين. وقالت بلدية سديروت إن أحد المنازل أصيب بشظايا. وأصيب إسرائيلي يبلغ من العمر 58 عاما بجروح طفيفة جراء كسر زجاج وتعرض منزل بالقرب من سديروت لضربة صاروخية مباشرة. وتضرّرت الممتلكات فقط.
في 21 أغسطس، تم إطلاق ما لا يقل عن 12 صاروخًا من قطاع غزة على إسرائيل. وسقط واحد بالقرب من منزل في سديروت يوم الجمعة مما تسبب في أضرار جسيمة.

## سبتمبر
في 15 سبتمبر، اعترض نظام الدفاع الصاروخي القبة الحديدية ثمانية من أصل 13 صاروخًا. وأصيب شخصان على الأقل وأصيبت عدة سيارات بشظايا قرب مجمع تجاري في أسدود. كما أصيب ستة من المارة بجروح عندما ركض المتسوقون المذعورين إلى الملاجئ.

## أكتوبر
في 16 أكتوبر، أُطلق صاروخ واحد من غزة انفجر على ما يبدو في حقل مفتوح.
في 22 أكتوبر، تم إطلاق صاروخين باتجاه عسقلان. سقط أحد الصواريخ في حقل مفتوح، بينما اعترض نظام القبة الحديدية الثاني.

## نوفمبر
في 14 نوفمبر، أُطلق صاروخان باتجاه أسدود وكيبوتز بلماحيم. ولم ترد أنباء عن وقوع أضرار أو إصابات.
في 21 نوفمبر، أُطلق صاروخ باتجاه عسقلان.

## ديسمبر
في 26 ديسمبر، تم اعتراض صاروخين فوق عسقلان.